# Willie John McBride
(Brian Viner su W.J. McBride, The Independent)
William James McBride, detto Willie John (Toomebridge, 6 giugno 1940), è un ex rugbista a 15 internazionale per l'Irlanda, che nel ruolo di seconda linea rappresentò l'Ulster, l'Irlanda e i British Lions, di questi ultimi detenendo anche il record di test match disputati in cinque tour tra il 1962 e il 1974 (17).

## Biografia
Nato a Toomebridge, nella contea nordirlandese di Antrim, McBride perse il padre, un agricoltore della zona, all'età di quattro anni; fino all'età di 17 anni, quindi, non praticò il rugby, dovendo aiutare la famiglia al ritorno da scuola.
Il primo contatto con tale disciplina avvenne all'ultimo anno delle scuole superiori a Ballymena, nel cui locale club rugbistico poi entrò per militarvi durante tutta la sua carriera agonistica.
Dopo aver rappresentato l'Irlanda a livello giovanile, a 21 anni esordì in Nazionale maggiore a Twickenham per l'incontro del Cinque Nazioni 1962 contro l'Inghilterra; fino al 1975 disputò 14 edizioni consecutive del torneo, scendendo in campo in 53 dei 54 incontri in cui l'Irlanda fu impegnata (solo 2 nell'edizione 1972) e vincendone due, nel 1973 a pari merito delle altre quattro contendenti, e nel 1974 in solitaria.
Nel 1962 fu selezionato per la prima volta nei British Lions per il loro tour in Sudafrica; fu il primo di cinque tour (tre in Sudafrica e due in Australasia) nel corso dei quali fu in campo in almeno un test match in ciascuno di essi; particolarmente famoso è quello del 1974 in Sudafrica, concluso imbattuto con tre vittorie e un pareggio, nel quale McBride fu capitano della squadra: la spedizione fu ribattezzata Call on 99 (dal numero 999 usato per le chiamate d'emergenza nel Regno Unito), e i Lions, vista l'estrema violenza e le intimidazioni messe in campo dagli Springbok nei due precedenti incontri di Città del Capo e Pretoria, decisero di colpire per primi nel terzo test in programma al Boet Erasmus di Port Elizabeth: ogni Lion, al grido di battaglia Ninety-nine (99) di McBride, aggredì il suo corrispettivo Springbok basandosi sul fatto che l'arbitro non avrebbe potuto espellere né sanzionare tutta la squadra.
L'attacco dei Lions fu così veemente che persino il gallese J. P. R. Williams, un estremo dalla corporatura non massiccia, partì all'assalto dei sudafricani prendendo la rincorsa dalla sua zona del campo.
Nel 1972 fu insignito dell'onorificenza di Membro dell'Ordine dell'Impero Britannico, e disputò il suo ultimo incontro internazionale nel corso del Cinque Nazioni 1975 contro il Galles a Cardiff, alla soglia dei 35 anni, peraltro realizzando la sua unica meta per l'Irlanda in tale occasione (l'altra meta fu realizzata per i British Lions contro il Sudafrica nel 1968) e poco dopo cessò anche l'attività di club.
La sua attività internazionale consta di 63 test match per l'Irlanda, con 13 incontri disputati da capitano (compreso il vittorioso Cinque Nazioni 1974) e 17 per i British Lions, che ne fanno il giocatore con più test di tale selezione.
Ad esse si aggiungono anche 4 inviti nei Barbarians tra il 1963 e il 1974.
Divenuto dirigente bancario, rimase nel rugby dapprima come accompagnatore dei British Lions nel loro tour del 1983 in Nuova Zelanda e successivamente come team manager dell'Irlanda nel 1984; dal 1984 al 1994 fu anche presidente del Ballymena.
Nel 1997 fu tra i primi ammessi all'International Rugby Hall of Fame, e figura anche nel Wall of Fame del museo della Rugby Football Union a Twickenham; nel 2009 fu inoltre ammesso nell'IRB Hall of Fame insieme ad altri protagonisti del tour dei British Lions del 1974 come lo scozzese Ian McGeechan e il nordirlandese Syd Millar, allenatore della spedizione.